# Stance
Stance es un pueblo ubicado en el territorio de Vranje, en el distrito de Pčinja, Serbia.

## Superficie
Posee una superficie de 5,064 kilómetros cuadrados.

## Demografía
Hasta 2011 la población era de 82 habitantes, con una densidad de población de 16,19 habitantes por kilómetro cuadrado.